# Raw Silk Uncut Wood
Raw Silk Uncut Wood è un mini-album della musicista elettronica americana residente a Berlino Laurel Halo, pubblicato il 13 luglio 2018 tramite Latency Recordings. Si compone di sei tracce strumentali ambientali.

## Pubblicazione
Halo ha annunciato l'uscita di un "mini-LP" intitolato Raw Silk Uncut Wood il 13 giugno 2018, insieme all'uscita della title track. In un comunicato stampa, Halo ha dichiarato che l'album è stato ispirato dal suo lavoro sul film documentario del 2018, Possessed. L'album presenta contributi del violoncellista Oliver Coates e del percussionista Eli Keszler. È stata descritta come "un'esperienza di ascolto meditativa e cinematografica".

## Recensioni
Raw Silk Uncut Wood ha ricevuto il plauso della critica musicale al momento del rilascio, con un punteggio complessivo ponderato su Metacritic di 84 su 100 sulla base di sette recensioni. Scrivendo per Pitchfork, Sasha Geffen ha detto: "Raw Silk Uncut Wood segna un allontanamento dal suo solito modo di composizioni elettroniche spinose e cerebrali, ma essendo il suo disco più ambient fino ad oggi, vanta anche parte della sua musica più sfacciatamente bella." Hans Kim di PopMatters ha dichiarato: "Sia che Raw Silk Uncut Wood sia il precursore di un prossimo full-length ambient o semplicemente un altro periodo di sperimentazione, Laurel Halo continua a infrangere le aspettative nel modo più sconcertante. Il mini-album è una bellissima pratica di minimalismo che mantiene anche la sua intricata prospettiva." per stabilire stati d'animo che siano allo stesso tempo non prescrittivi e immediatamente viscerali."

## Tracce
1. Raw Silk Uncut Wood – 10:00
2. Mercury – 3:56
3. Quietude – 2:32
4. The Sick Mind – 4:24
5. Supine – 1:27
6. Nahbarkeit – 10:07